# 异唇弓鱼
异唇弓鱼（学名：Racoma heterochilus）为鲤科弓鱼属的鱼类，俗名假重口、细甲鱼。在中国，分布于青衣江上游干支流及任河上游等，常栖息于江河的急流水中。该物种的模式产地在雅安、天全、荥经。

## 扩展阅读
維基物種上的相關：异唇弓鱼